# La lanza del destino (Ravenscroft)
La lanza del destino (título original (en inglés) The Spear of Destiny: the occult power behind the spear which pierced the side of Christ), o La lanza del destino, el poder oculto detrás de la lanza que traspasó el costado de Cristo es un libro ocultismo de 1972 del escritor esotérico Trevor Ravenscroft. Ravenscroft afirmó que el libro se basó en una investigación "mediante el uso de la meditación mística" y en los documentos del antroposofista austriaco Walter Stein, que su viuda le habría entregado a Ravenscroft. Ravenscroft originalmente afirmó haber conocido a Stein, pero luego solo afirmó haber tenido contacto a través de un médium con el espíritu de Walter Stein.

## El libro original
La lanza del destino de Ravenscroft ha fijado hoy en día en las mentes de muchos su versión de la leyenda. Él declara que Adolf Hitler comenzó la Segunda Guerra Mundial para capturar la lanza, presumiendo que el interés de Hitler en la reliquia, originada probablemente con su interés en la ópera «Parsifal» de 1882 —por el compositor preferido de Hitler, Richard Wagner— que refiere a un grupo de caballeros y su protección del santo Grial, así como la recuperación de la lanza. Aunque un número de dudas de los historiadores en la obsesión de Hitler con la lanza, tal y como fue divulgada por Trevor Ravenscroft y otros, el trabajo reciente del investigador y del autor Alec MacLellan tiene material descubierto de la fuente original de Ravenscroft que parece validar algunas de las afirmaciones más extrañas. [cita requerida]
Ravenscroft mantuvo que la lanza entró en territorios estadounidenses el 30 de abril de 1945; específicamente, bajo el control del tercer ejército conducido por el general George S. Patton.
Más adelante, se cumple la leyenda de que la pérdida de la Lanza significaba la muerte, al suicidarse Hitler. Patton se fascinó por el arma antigua e hizo verificar su autenticidad, mas no pudo utilizar la lanza, pues tenía órdenes del general Dwight Eisenhower de que la regalía completa de Habsburgo incluyendo la lanza de Longinos debía ser devuelta al palacio de Hofburg. Es interesante observar que George Patton, en su poema «A través de un cristal oscuro», curiosamente se postula como Longinos en el transcurso de alguna vida anterior.[cita requerida]
Ravenscroft procuró en varias ocasiones definir las «energías misteriosas» que la leyenda dice que provee la lanza. Él encontró que la poseía algún espíritu hostil y malvado, a los que él refirió como el Anticristo. Smith y Piccard encuentran semejanzas al identificar lo que perciben también como un espíritu malo que llega a través de la lanza. En una mezcla de física cuántica, de cristianismo y de ideas de la nueva Era, de que la lanza trae al «Dios enojado del Antiguo Testamento», al que transfiere de alguna manera una parte de la Crucifixión a la lanza, con la lanza convirtiéndose en un Doppelgänger (algo parecido a un «gemelo malvado») para el Espíritu Santo, convirtiéndose, como lo ponen, en un espíritu impuro.
Según algunos autores (Navarro, Fernando.pero la puede Diccionario Biográfico de Nazismo y III Reich, 2010), «las fantásticas teorías de Ravenscroft (cuya falsedad fue demostrada por el periodista de investigación Eric Wynants), fueron aún más exageradas por autores todavía más «creativos» que Ravenscroft, tales como Alec MacLellan o Howard A. Buechner». A pesar de su manifiesta ahistoricidad, esta novela fantástica de Ravenscroft ha sido citada de obra en obra, generando una enorme confusión entre los lectores.

## Repercusión en otras teorías ocultistas

### Libros de Buechner
El Dr. Howard A. Buechner, M.D., profesor de medicina en Tulane y L.S.U., agregó un capítulo extraño a la leyenda de la Lanza en sus dos libros. Él declara que entró en contacto con un submarino anterior a los U-Boats que declaró haber ayudado a la toma la lanza del Destino en la Antártida cerca de 1945, y haber ayudado a recuperarla en 1979. Buechner era un coronel jubilado del ejército estadounidense que desempeñó servicios en la Segunda Guerra Mundial, y había escrito un libro sobre la matanza de Dachau como testigo del acontecimiento.
El «capitán Wilhelm Bernhart» lo presentó con el registro de la expedición de 1979 de Hartmann y las fotos de algunos de los objetos que se recuperaron.
Según Buechner, la lanza que está exhibición en el Schatzkammer en Viena es actualmente una falsificación. Él dice que él tenía evidencia de que Heinrich Himmler, jefe de la oficina Ocultista de las SS (Ahnenerbe), había formado un círculo de caballeros dedicados a la Lanza Santa y comenta que hizo que el fabricante de espadas más grande de Japón creara un duplicado exacto de la lanza. [cita requerida]
Buechner dijo que el duplicado se encuentra en exhibición en Núremberg mientras que la verdadera fue utilizada en ceremonias de magia negra en un castillo especialmente designado en Wewelsburgo, Alemania. Incluso él escribió que Hitler había seleccionado personalmente las cenizas del coronel Maximiliano Hartmann para enviarlas junto con varias de sus posesiones más estimadas, incluyendo la lanza, a la Antártida. Según él, el coronel Hartmann recuperó «la lanza del Destino» del hielo en 1979 y ahora se encuentra oculta en alguna parte en Europa, en posesión de los caballeros de la lanza Santa. [cita requerida]
El coronel Buechner se convenció de que las declaraciones eran ciertas y eso para él era o, la víctima de una broma elaborada, o que la lanza del Destino realmente residió durante algún tiempo en la Antártida y puede que esté en las manos de uno o más individuos que creen en ella, pues el Coronel Hartmann posiblemente dijo: «La punta de la lanza Santa será la columna de nuestra Alemania eterna». [cita requerida]

### Versión de Smith y Piccard
La historia del escuadrón Buechner es examinada y corroborada parcialmente por Alec MacLellan y el equipo de investigación de escritura de E. Jerry Smith y George Piccard.
Estos escritores se centran en las entregas misteriosas de dos U-Boots a las autoridades de Argentina en los meses después del fin de la guerra y cómo pueden haber sido parte del «convoy del Führer» que toma a nazis de altos rangos para atesorarlos quizá, en la Antártida o en Argentina.[cita requerida]
Esta versión es vista como una leyenda urbana en las escrituras de los dos autores, Smith y Piccard. En su versión del mito de la Lanza, ésta fue creada supuestamente en el año 3061 antes de Cristo por Tubal-Cain, séptimo nieto de la generación de Adán (la lanza fue forjada de un meteorito junto con la espada Excalibur), y refiere a una batalla del almirante Byrd (operación Highjump) en el Antártico contra los nazis en su fortaleza subterránea en Neuschwabenland. Su versión está relacionada con ovnis nazis y la búsqueda de la Atlántida, y conectan sociedades secretas nazis con la fraternidad «Skulls&Bones» de Yale y con los acontecimientos del 11 de septiembre de 2001.[cita requerida]